# Baía de Jeffreys
A Baía de Jeffreys, em inglês Jeffreys Bay (também conhecida como J-Bay) é uma localidade pertencente à província Oriental do Cabo, na África do Sul e, a sua vez, uma baía que recebe o mesmo nome situada entre as de Garden Route e a de Sunshine Coast.

## Características
Na baía misturam-se as correntes quentes procedentes do oceano Índico com as do Atlántico, criando umas condições marítimas muito peculiares.
J-Bay está formada por várias zonas de rebentação: supertubos, tubos, ponto, albatros, boneyards, magnatubes, kitchen window e main beach. De todos elas, supertubos é a principal e mais importante. Aliás, em supertubos celebra-se uma das provas correspondentes ao ASP World Tour, sendo uma das ondas de direitas mais importantes do mundo para os surfistas.

## Surf em J-Bay
O surf é um dos atractivos mais importantes para Jeffreys Bay, já que se celebra o Billabong Pro South Africa.
A Baía de Jeffresy só foi surfado depois de 1964 por uns surfistas locais. O lugar leva albergando provas do surf profissional desde 1981, sendo uma das provas mais antigas do circuito surfista. O australiano Terry Fitzgerald foi um dos dominadores de Jeffreys durante a década de 1970 junto ao ídolo local Shaun Tomson, precisamente o primeiro campeão da prova de Jeffreys no ASP World Tour de 1981.
J-Bay também foi testemunha do nascimento desportivo do australiano Mark Occhilupo, que ganhou a prova em 1984 quando contava com só 18 anos. A edição de 2006 também é de grato lembrança para a torcida local, já que Kelly Slater arrebatou no último segundo o campeonato do mundo de surf a Andy Irons, conseguindo assim Slater o seu 7º título mundial.
Em Jeffreys Bay gravou-se o filme de surf Endless Summer e conta com um prestigioso Surf Camp, com escola de surf incluída ideal para turistas e surfistas.
Em 19 de julho de 2015 a final do J-Bay Open de 2015 entre Mick Fanning e Julian Wilson foi interrompida com um ataque de tubarão. Um tubarão atacou Mick, mas ele reagiu e não se feriu. A competição foi interrompida pelo incidente, ficando a final neutralizada com os dois surfistas a ganharem o segundo lugar.